# Пи Риџ (Арканзас)
Пи Риџ (енгл. Pea Ridge) град је у америчкој савезној држави Арканзас.

## Демографија
По попису из 2010. године број становника је 4.794, што је 2.448 (104,3%) становника више него 2000. године.
| Група             | 2000.         | 2010.         |
| Белци             | 2.282 (97,3%) | 4.347 (90,7%) |
| Афроамериканци    | 1 (0,0%)      | 33 (0,7%)     |
| Азијати           | 7 (0,3%)      | 12 (0,3%)     |
| Хиспаноамериканци | 24 (1,0%)     | 276 (5,8%)    |
| Укупно            | 2.346         | 4.794         |